# Two Step (Tanz)
Der Two-Step  (Wechselschritt) ist ein Paartanz, der vor allem in den Südstaaten der USA beliebt ist und nach schneller Cajun-Musik getanzt wird. Er hat Ähnlichkeit mit der Polka und beinhaltet Figuren, die Eingang in den Discofox gefunden haben. Er ist nicht zu verwechseln mit dem Nightclub Two Step.
Der Two Step ist auch einer der ursprünglichen Rhythmen im Round Dance. Er basiert auf dem 4/4-Takt und wird normalerweise bei 32 bis 44 Takten pro Minute getanzt, manchmal auch schneller. Der Grundrhythmus ist quick-quick-slow. Es gibt aber auch Figuren im Rhythmus quick-quick-quick-quick oder slow-slow und Kombinationen davon.
Beispiele für die verschiedenen Rhythmen:
- 2 forward two steps: Forward left, close right, forward left, -; Forward right, close left, forward right, -;
- Run 4: Forward left, forward right, forward left, forward right;
- Walk 2: Forward left, -, forward right, -;

Im Round Dance wird er meist zu Country- und Popmusik getanzt.